# Suore del Santissimo Sacramento (Lafayette)
Le Suore del Santissimo Sacramento (in inglese Sisters of the Most Holy Sacrament of Lafayette; sigla M.H.S.) sono un istituto religioso femminile di diritto pontificio.

## Storia
Le origini della congregazione coincidono con quelle delle benedettine adoratrici di Bellemagny, fondate nel 1851 dal sacerdote Joseph-Aloyse Faller: nel 1872 Faller fu invitato a inviare alcune religiose in Louisiana e nel 1892 Francis Janssens, arcivescovo di New Orleans, separò le case americane dalla congregazione francese. La prima superiora generale fu Agostina Frey.
L'istituto ricevette il pontificio decreto di lode il 30 luglio 1928 e le sue costituzioni furono approvate definitivamente il 6 luglio 1935.

## Attività e diffusione
Le suore si dedicano all'educazione della gioventù.
La sede generalizia è a Lafayette.
Alla fine del 2015 l'istituto contava 18 religiose in 4 case.